# شاني تاراشتاي
شاني تاراشتاي (مواليد 7 فبراير 1995) هو لاعب كرة قدم. يلعب مع منتخب سويسرا لكرة القدم. سبق له أن لعب في بطولة أمم أوروبا لكرة القدم 2016 مع منتخب بلاده.

## روابط خارجية
- شاني تاراشتاي على موقع قاعدة بيانات كرة القدم.إي يو (الإنجليزية)
- شاني تاراشتاي على موقع ناشيونال فوتبول تيمز (الإنجليزية)
- شاني تاراشتاي على موقع Soccerbase.com (لاعب) (الإنجليزية)
- شاني تاراشتاي على موقع Soccerway.com (الإنجليزية)
- شاني تاراشتاي على موقع عالم كرة القدم.نت (الإنجليزية)
- شاني تاراشتاي على موقع كووورة
- شاني تاراشتاي على موقع AS.com (الإسبانية)